# Giorgio Salvini
Giorgio Salvini (Milano, 24 aprile 1920 – Roma, 8 aprile 2015) è stato un fisico e politico italiano.

## Biografia
È stato Ministro dell'Università e della Ricerca Scientifica e Tecnologica del Governo Dini e precedentemente presidente dell'INFN dal 1966 al 1970.
Oltre ad un'attività di primissimo piano nel campo della fisica delle particelle, ha fornito anche contributi importanti nella didattica della fisica.
Ha ricoperto il ruolo di presidente dell'Accademia Nazionale dei Lincei dal 1990 al 1994.